# Кравченко, Анна Сергеевна
А́нна Серге́евна Кра́вченко (укр. Ганна Сергіївна Кравченко; род. 25 июня 1986, Днепропетровск) — украинская гребчиха, выступавшая за сборную Украины по академической гребле в период 2006—2016 годов. Бронзовая призёрка чемпионата Европы, обладательница бронзовой медали Универсиады в Казани, участница летних Олимпийских игр в Лондоне.

## Биография
Анна Кравченко родилась 25 июня 1986 года в городе Днепропетровске Украинской ССР. Заниматься академической греблей начала в 2002 году, проходила подготовку в днепропетровской Школе высшего спортивного мастерства и в спортивном клубе «Дзержинка».
Дебютировала на международной арене в сезоне 2003 года, выступив в парных четвёрках на юниорском чемпионате мира в Греции. Год спустя на аналогичных соревнованиях в Испании завоевала в той же дисциплине серебряную медаль. Ещё через год отметилась выступлением в парных двойках на молодёжном мировом первенстве в Нидерландах.
В 2006 году впервые приняла участие во взрослом Кубке мира по академической гребле, выступив на этапе в польской Познани.
Первого серьёзного успеха на взрослом международном уровне добилась в сезоне 2009 года, когда вошла в основной состав украинской национальной сборной и побывала на чемпионате Европы в Бресте, откуда привезла награду бронзового достоинства, выигранную в зачёте распашных восьмёрок с рулевой — в финале украинки уступили только командам из Румынии и Белоруссии.
В 2011 году стартовала в восьмёрках на чемпионате мира в Бледе, заняла пятое место в безрульных двойках на европейском первенстве в Пловдиве.
Благодаря череде удачных выступлений удостоилась права защищать честь страны на летних Олимпийских играх 2012 года в Лондоне. Вместе с напарницей Еленой Буряк выступала в программе женских парных двоек, однако большого успеха здесь не добилась — расположилась в итоговом протоколе на последней десятой строке.
После лондонской Олимпиады Кравченко осталась в составе гребной команды Украины и продолжила принимать участие в крупнейших международных регатах. Так, в 2013 году она выступила на чемпионате мира в Чхунджу и выиграла бронзовую медаль в парных двойках на летней Универсиаде в Казани — за это достижение награждена медалью «За труд и доблесть».
В 2014 году финишировала пятой в восьмёрках на европейском первенстве в Белграде, стала шестой в безрульных распашных четвёрках на мировом первенстве в Амстердаме.
Участвовала в чемпионате Европы 2015 года в Познани и чемпионате мира в Эгбелет, но была далека здесь от попадания в число призёров.
В 2016 году выступила в парных двойках на первенстве Европы в Бранденбурге, пыталась пройти отбор на Олимпийские игры в Рио-де-Жанейро, однако на европейской квалификационной регате в Люцерне показала в парных двойках лишь шестой результат. Вскоре по окончании этого сезона приняла решение завершить спортивную карьеру.
Замужем за российским гребцом Артёмом Косовым.